# Ludger Fittkau

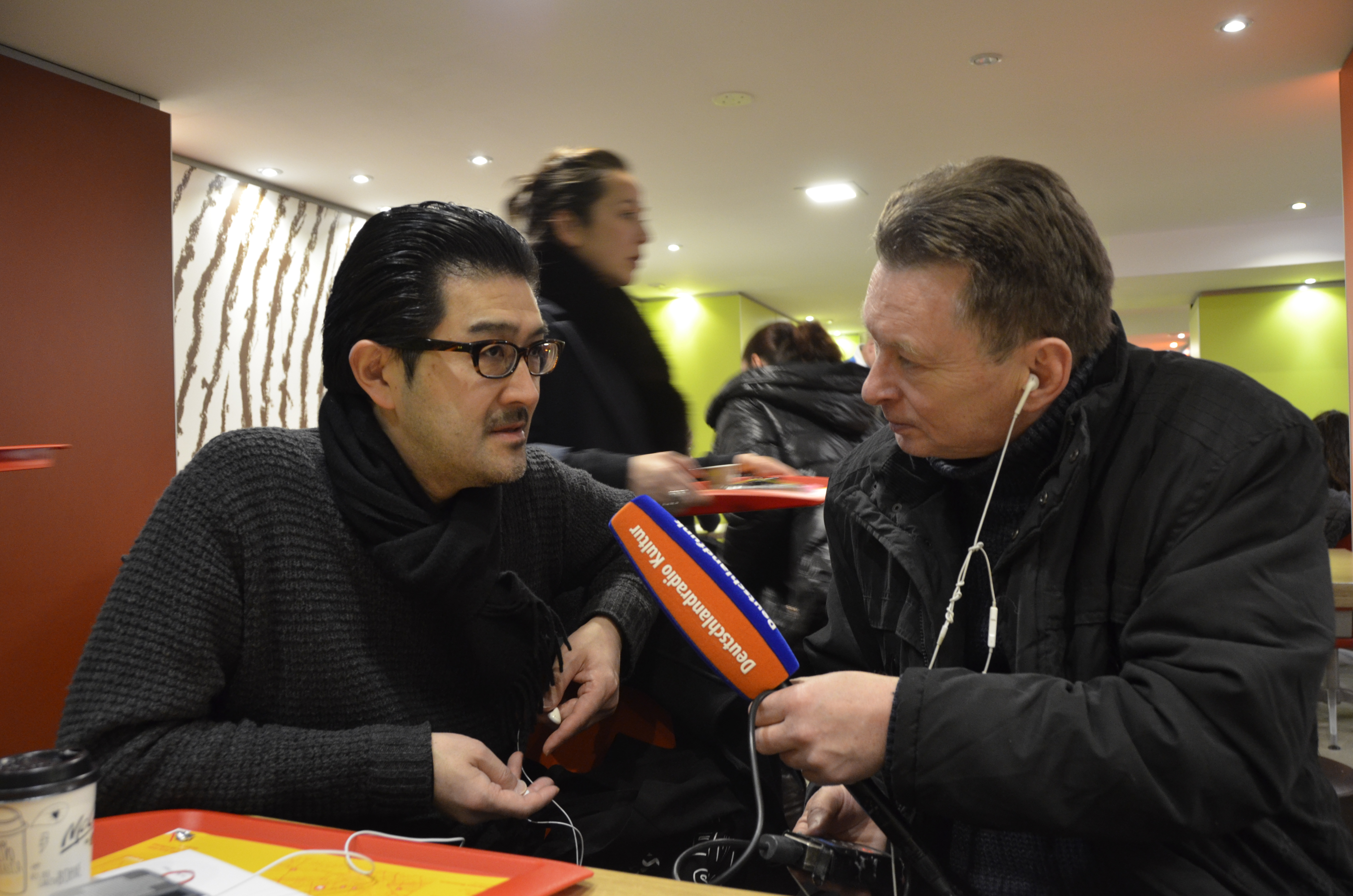
Akira Takayama und Ludger Fittkau (2017)

Ludger Fittkau (* 1959 in Essen) ist ein deutscher Journalist.

## Leben
Fittkau leistete nach dem Abitur Zivildienst und studierte Sozialpädagogik. Seine berufliche Laufbahn begann er 1985 als Jugendbildungsreferent im Diözesanverband Essen. 1986 wechselte er als Geschäftsführer und Medienpädagoge zum Bürgerradioverein Neue Essener Welle e. V. Seit 1995 ist er freier Journalist. Er war Redaktionsleiter der von Friedrich Küppersbusch produzierten n-tv-Talkshow Maischberger. 
Fittkau studierte an der Fernuniversität Hagen Soziologie. 2006 wurde er mit der Dissertation Autonomie und Fremdtötung. Sterbehilfe als Sozialtechnologie zum Dr. phil. promoviert. 
2009 wurde Fittkau Rheinland-Pfalz-Korrespondent des Deutschlandradios in Mainz. Später wurde er Hessen-Korrespondent des Deutschlandradios. Anfang Juli 2025 ist er in den Ruhestand getreten. Er war 2013/2014 Lehrbeauftragter am Fachbereich Gesellschafts- und Geschichtswissenschaften der Technischen Universität Darmstadt. Er lebt in Darmstadt.

## Veröffentlichungen
- (mit Angelika Schlüter) Ruhrkampf 1920. Die vergessene Revolution. Ein politischer Reiseführer. Essen 1990.
- (mit Siggi Domke und Walter Wandtke) Funkstille. Wie der Lokalfunk im Ruhrgebiet auf die WAZ gekommen ist. Essen 1991.
- (mit Siggi Domke) Herz aus Stahl. Theaterstück und Dokumentation der Werkstatt e. V. sowie des Theater Freudenhauses in Essen, stattwerk e.G. Essen, 1994.
- Das 20. Jahrhundert der Gaudigs. Chronik einer Arbeiterfamilie im Ruhrgebiet. Essen 1997.
- „Selbsterlösung“. Sterbehilfe als Sozialtechnologie und Heilssurrogat. In: Das Gen als Maß aller Menschen? Frankfurt a. M. 2004. S. 235–253.
- (Mit Petra Gehring) Ernst Haeckel. Der eugenische Gegenpapst, seine nationalsozialistische und seine realsozialistische Vergangenheit.
- Autonomie und Fremdtötung. Sterbehilfe als Sozialtechnologie. Mabuse-Verlag, Frankfurt a. M. 2006.
- Vom Entgleiten der Unruhefunktion – Zur regionalen Berichterstattung im Internetzeitalter, August 2017[4]
- (mit Marie-Christine Werner) Die Konspirateure. Der zivile Widerstand hinter dem 20. Juli 1944, Darmstadt 2019, ISBN 978-3-8062-3893-8.[5]
- „Man lebt ja nicht um seiner selbst willen“. Die Frauenrechtlerin Käthe Kern und der 20. Juli 1944. Lukas, Berlin 2023, ISBN 978-3-86732-435-9.